# Khankhongor

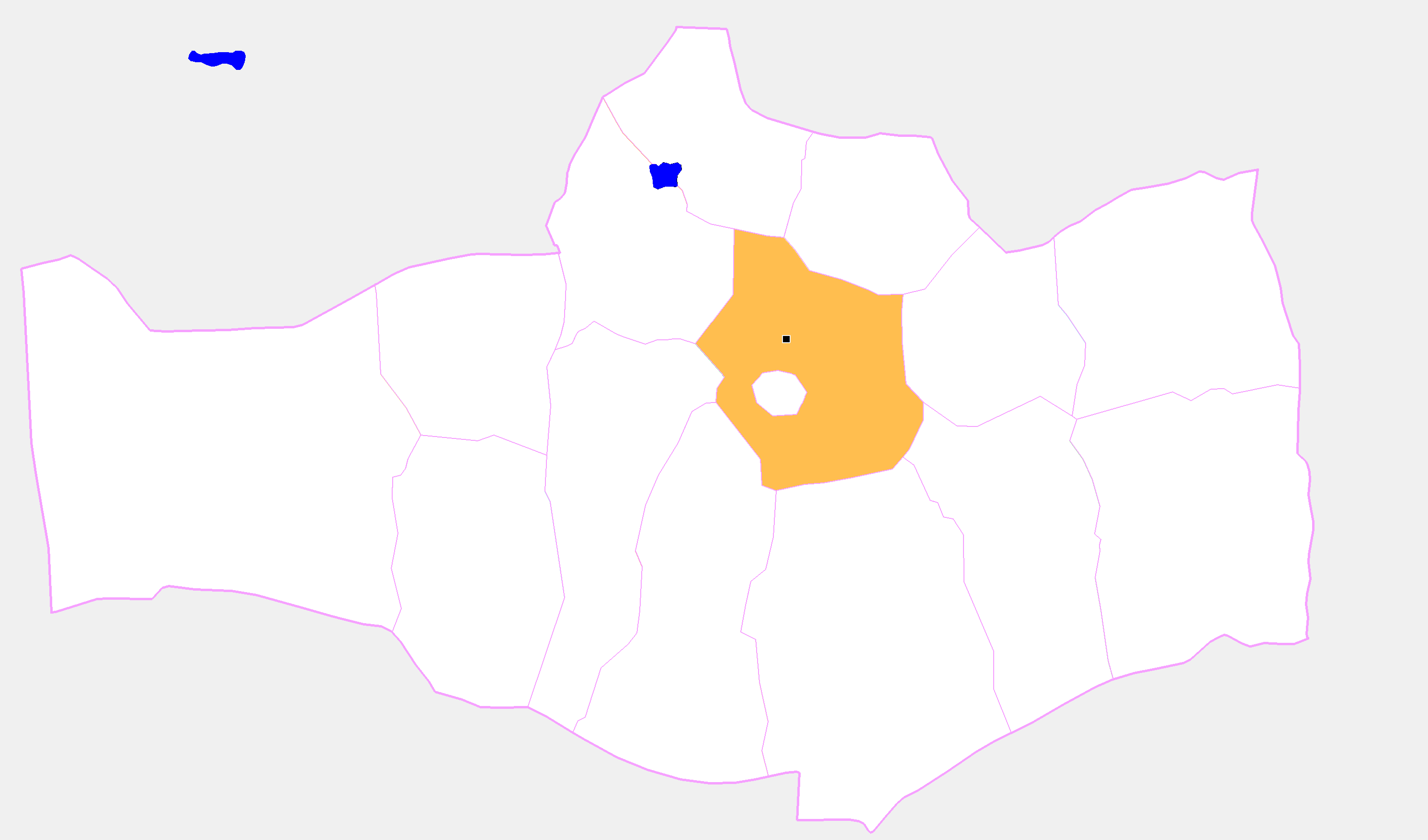
Khankhongor en el aimag de Ömnögovi.

Khankhongor (escritura mongola: ᠬᠠᠩᠬᠣᠩᠭ᠋ᠤᠷᠰᠤᠮ; escritura círílica: Ханхонгор) es un sum (distrito) situado en el aimag de Ömnögovi, en Mongolia. Se ubica a 25 kilómetros de Dalanzadgad, la capital del citado aimag, y a 532 de Ulan Bator, la capital del país. Tiene una población de 2113 personas y un área de 9931 kilómetros cuadrados con 698 hogares. Khankhongor linda con otros ocho aimags: Khürmen, Bayandalai, Bulgan, Mandal-Ovoo, Tsogt-Ovoo, Tsogttsetsii, Bayan-Ovoo y Nomgon.